# Le Cercle des mensonges
Pour plus de détails, voir Fiche technique et Distribution.
Le Cercle des mensonges (en version originale : Killer ambition, aussi connu sous le titre de Sinister Society) est un téléfilm américain réalisé par Lindsay Hartley, sorti en 2022. Il met en vedettes dans les rôles principaux Tahnee Harrison, Shellie Sterling et Jonathan Stoddard. Cette fiction est produite par la chaîne de télévision américaine Lifetime.

## Synopsis
Sylvia est une créatrice de bijoux à succès, mais aussi une femme d’affaires ambitieuse, et son entreprise de bijoux est prospère. Elle est invitée à rejoindre un club exclusif, Females in Leadership (FIL) pour les femmes entrepreneures ambitieuses comme elle. Mais elle a une certaine anxiété d’être acceptée comme nouveau membre. Et lorsqu’elle rejoint cette société secrète, des choses étranges commencent à lui arriver.

## Distribution
- Tahnee Harrison : Sylvia
- Jonathan Stoddard : Jesse
- Sean Kanan : Earl
- Shellie Sterling : Vanessa
- Carrie Schroeder : Becca
- Monique Parent : Elizabeth
- Coel Mahal : Kat
- Gabriela Carrillo : Claire[3].
- Brayden Dalmazzone : Corey
- Jess Adams : Fangirl[4]
- Kevin J Getchius : Officier de police
- Lindsay Hartley : Maman
- Matt Hish : Russo
- Ken Taylor : Capitaine Spinks[2]